# Jo Lutz
Jo Lutz (* 3. August 1980) ist eine ehemalige australische Ruderin.
Die 1,79 m große Jo Lutz belegte bei den (inoffiziellen) U23-Weltmeisterschaften 2000 den sechsten Platz im Vierer ohne Steuerfrau. Im Jahr darauf ruderte Jo Lutz zusammen mit Jane Robinson, Julia Wilson und Victoria Roberts im Vierer zum Weltmeistertitel in der Erwachsenenklasse. Im Weltmeisterschaftsfinale von Luzern hatten die Australierinnen etwas über eine Sekunde Vorsprung vor den Neuseeländerinnen. Die vier Ruderinnen traten auch mit dem Achter an und gewannen auch in dieser Bootsklasse den Titel vor den Booten aus Rumänien und Deutschland. Bei den Weltmeisterschaften 2002 trat Jo Lutz nur im Achter an und gewann die Silbermedaille hinter dem US-Achter, neun Hundertstelsekunden hinter den Australierinnen gewann der deutsche Frauenachter die Bronzemedaille. Nach vier Jahren Unterbrechung nahm Jo Lutz 2006 in Eton wieder an Weltmeisterschaften teil und gewann zwei weitere Weltmeisterschaftsmedaillen. Zusammen mit Robyn Selby Smith, Amber Bradley und Kate Hornsey siegte sie im Vierer ohne Steuerfrau, als Teil des Achters gewann die Vierercrew die Bronzemedaille hinter den Booten aus den USA und aus Deutschland.